# تپه کچله گرد ۴
تپه کچله گرد ۴ مربوط به دوران‌های تاریخی پس از اسلام است و در شهرستان بوئین‌زهرا، کیلومتری روستای کجله گرد واقع شده و این اثر در تاریخ ۱۰ مهر ۱۳۸۰ با شمارهٔ ثبت ۴۰۹۲ به‌عنوان یکی از آثار ملی ایران به ثبت رسیده است.